# Cyclosorus wangmoensis
Cyclosorus wangmoensis là một loài thực vật có mạch trong họ Thelypteridaceae. Loài này được K.H. Shing mô tả khoa học đầu tiên năm 1999.